# Artur Berkut
Artur Berkut (in russo Артур Беркут?), pseudonimo di Artur Vjačeslavovič Micheev (Char'kov, 24 maggio 1962), è un cantautore e musicista russo che ha raggiunto la popolarità come cantante nelle band rock Avtograf e Aria.
Nel corso della sua carriera ha cantato in dieci gruppi musicali. Attualmente è il leader del gruppo omonimo, fondato nel 2011 dopo la sua uscita dagli Aria.

## Biografia
Nato in una famiglia di artisti circensi il 24 maggio 1962 a Char'kov durante una tournée, è cresciuto a Mosca. Iniziò a cantare all'età di 11 anni in un gruppo formato da compagni di scuola e, dopo aver terminato gli studi, si è iscritto all'Istituto musicale “Rivoluzione d'Ottobre" (oggi “Alfred Schnittke"), presso il dipartimento di Commedia Musicale, che successivamente è stato annesso all'Istituto Gnesin.
Alla fine del 1981 è diventato il cantante del gruppo Volšebnye sumerki dopo l'abbandono di Vitalij Dubinin. Berkut ha quindi lasciato la band dopo solo un mese per unirsi agli emergenti Avtograf coi quali si è esibito a partire dal 1982 con il nome d'arte Artur Berkut. Con gli Avtograf Berkut si esibì il 13 luglio 1985 alla storica esibizione musicale Live Aid. La band si è sciolta nel 1990. Successivamente, Berkut ha cantato nella band glam rock "Rokoko", quindi si è trasferito negli Stati Uniti . Tra il 1992 e il 1994 ha lavorato con il gruppo Siberia e, tra il 1994 e il 1997, ha suonato e cantato nel gruppo ZOOOM, dove è stato anche compositore e autore di testi. Nel 1996 ha registrato l'album MOST con il gruppo Natasha & GooSee, in cui ha suonato come tastierista.
Al suo ritorno dagli Stati Uniti, Berkut ha fondato, insieme a Sergej Mavrin, il gruppo TSAR, (acronimo di Tim, Sergey, Arthur, Rob). La band ha pubblicato solo l'album omonimo, del quale Berkut ha composto tutte le musiche. La band Siberia tornò negli Stati Uniti e Mavrin rimase in Russia e, insieme a Valerij Kipelov, iniziò a lavorare all'album Smutnoe Vremija (Смутное время, "Periodo dei torbidi"). La musica del brano Vyp'em eščë è stata composta sulla base di un tema musicale di Berkut.
Successivamente Berkut ha collaborato con diverse band, tra cui i Tref, e in seguito ha lavorato come turnista con il gruppo Master. Insieme al chitarrista Sergej Popov e al batterista Anatolij Šenderov, che avevano lasciato i Master, tentò di rilanciare gli ZOOOM in Russia, ma il progetto non ebbe successo e perciò lasciò il gruppo.
Tra il 1998 e il 2000, Berkut ha cantato nel gruppo Mavrin contribuendo all'album Skitalec come autore di alcune musiche. Tuttavia, i percorsi dei musicisti si separarono durante la produzione dell'album successivo.
Nel 2000, Aleksandr Elin, poeta e autore di gran parte delle canzoni degli Aria e dei Master, tentò assieme agli ex membri tra cui Berkut di rilanciare gli Avtograf sotto il nome di Avtograf XXI, ma il progetto è stato rinominato Berkut a causa di problemi legali.
Con questa band, Artur Berkut ha registrato l'album «Пока смерть не разлучит нас» (Poka smert ne razlučit nas, russo “Finché morte non ci separi") presso gli studi Aria Records. In quel momento, Vladimir Cholstinin e Vitalij Dubinin, rimasti soli dopo la spaccatura degli Aria, erano alla ricerca di un nuovo frontman per la band e si rivolsero ad Artur Berkut. Dopo che Elin diede il suo consenso, Artur Berkut entrò negli Aria. Successivamente, Elin tentò di pubblicare l'album Poka smert ne razlučit nas come lavoro solista di Berkut, ma Vladimir Cholstinin bloccò l'uscita dell'album, motivando col fatto che si trattava di musica di genere glam rock e che ciò avrebbe potuto influire negativamente sulla reputazione degli Aria (più tardi, questo album è apparso su internet come bootleg).
A partire dal novembre 2002 Artur Berkut è stato il frontman degli Aria, sostituendo Valerij Kipelov dopo il concerto del 31 agosto 2002, intitolato "Il giorno del giudizio". Con gli Aria, ha registrato diversi album.
Nel 2010, la registrazione dell'album degli Aria Fenice è iniziata con la voce di Artur Berkut, e sono state conservate alcune versioni preliminari delle composizioni.
Il 27 giugno 2011 è stato annunciato che la collaborazione tra Berkut e la band Aria era terminata, secondo una dichiarazione ufficiale, "a causa di divergenze musicali". I promotori di questa decisione sono stati i musicisti degli Aria, guidati da Dubinin e Cholstinin, che hanno annunciato unilateralmente l'esclusione di Berkut. Berkut fu molto sorpreso da questa decisione, dato che partecipava attivamente alla vita della band, portava nuove composizioni e una delle canzoni da lui composte era stata approvata per l'album Fenice (rus. "Феникс", "Feniks"), provata dal gruppo e stava per essere preparato un nuovo testo per il brano in questione. Successivamente questa canzone, con il titolo originale Orel, (Aquila) è entrata nell'album Il diritto è concesso (rus. "Право дано", "Pravo dano") della band Artur Berkut. Più tardi, Dubinin ha ammesso che durante la permanenza di Berkut nella band aveva condotto trattative segrete con Kipelov per il suo ritorno negli Aria, ma quest'ultimo aveva rifiutato, dichiarando di avere la sua band e di non avere intenzione di lasciarla. Successivamente, Kipelov ha sostenuto Berkut in questa vicenda, invitandolo ripetutamente a partecipare ai suoi concerti per eseguire in duetto alcune canzoni legate a entrambi (composizioni degli Aria e di Mavrin), nonché alla première dal vivo del suo singolo "Riflessione" (rus. "Отражение", "Otrazhenie", 2013), in cui i due cantanti hanno interpretato il rapporto tra due musicisti: Mozart e Salieri.
L'ultimo concerto degli Aria con Artur Berkut si è tenuto il 31 agosto 2011 a Rjazan', nove anni dopo le precedenti modifiche nella formazione. Il concerto a Mosca è stato chiamato dai fan Ekho sudnogo dnja (L'eco del giorno del Giudizio), sottolineando così la conclusione di un'altra era nella storia del gruppo.. Nel 2011 Berkut ha lasciato gli Aria e ha fondato la band  omonima.
Nel 2013 la musica di Berkut è stata eseguita per la prima volta con un'orchestra sinfonica: insieme all'Orchestra Oryol, il cantante ha eseguito la sua canzone "Sette mari" (rus. "Семь морей", "Sem morjej") dall'album "È stato concesso il diritto". L'11 febbraio 2012, a Magnitogorsk, durante la cerimonia di apertura della Challenge Cup, è stato eseguito per la prima volta l'inno della Youth Hockey League da Artur Berkut, che ne è anche l'autore. Berkut ha inoltre partecipato alle colonne sonore di diversi film, tra cui Kamen.
Adesso Berkut e gli Aria hanno trovato un accordo sui diritti per l'esecuzione delle canzoni. Artur Berkut è spesso ospite durante i concerti e gli show degli Aria. 

## Vita privata
La moglie Oksana Mikheeva è la manager del gruppo Artur Berkut e partecipa alla registrazione delle canzoni come cantante o corista. Berkut ha un figliastro dal primo matrimonio della moglie, Artur Mikheev, che è amministratore del sito ufficiale della band e fotografo. Ha avuto due figli con l'attuale moglie Oksana: Marta e Mark.

## Discografia
| Album in studio Con gli Autograph - 1986 — Autograph - 1989 — Kamennyj kraj - 1991 — Tear Down the Border Con gli Aria - 2003 — Kreshchenie Ognyom - 2006 — Armageddon Come solista - 2002 — Poka smert ne razlučit nas - 2011 — Pravo dano (EP) - 2012 — Každomu svoë (EP) - 2014 — Pobediteljej ne sudjat - 2016 — Suita temy večnoj - 2017 — Byt' soboj (EP) - 2019 — Tvojo vtoroje ja - 2023 — Streetraiser Con le altre band - 1995 — TSAR: TSAR - 1996 — ZOOOM: ZOOOM - 1998 — Mavrik: Skitalets - 2019 — Nebesa: Online Ha partecipato agli album dei seguenti cantanti - 1996 — Natasha & GooSee: MOST (tastiere) - 1997 — Tref: Ravnovesije (track 4 e 7) - 2003 — Margenta: Otletalis' (solo il track 7) - 2004 — Epidemia: Manoscritto degli elfi (rus. "Elfijskaja rukopis'") (parte del mago Irdis, track 2, 3, 6 e 7) - 2004 — Alik Granovskij: Bol'šaja progulka (track 3) - 2005 — Boney NEM: Krajnjaja plot' (track 14) - 2007 — Margenta: Dinastija posvjaščennych (track 1, 2, 10 e 12) - 2007 — Epidemia: Skazanije ya vse vremena (parte del mago Irdis, track 2 e 12) - 2008 — Boney NEM: Tjažëlye pesni o glavnom #2 (track 15) - 2009 — Vikont: Na podstupach k nebu (parte di dio Perun, track 6) - 2010 — Mavrin: Neformat-2 (track 3) - 2009 — The Arrow: Lady Nite (track 5) - 2010 — Piligrim: 7.62 (track 9) - 2011 — Trust X: Na kraju večnosti (track 11) - 2011 — Slot: F5 (track 15) - 2011 — Stonehand: Black Babylon (track 7) - 2012 — Ruskey: My budem žit' (track 16) - 2012 — Amalgama: Mečta(track 11) - 2012 — Eihwaz: Amadeus (track 8) - 2012 — Andrej Smirnov: Adrenaline (track 1, 7, 8 e 10) - 2012 — Mavrin: Protivostojanije (track 2 e 4) - 2013 — Sgian Dhub: Careless & Ruthless (canzone Everlasting Memories) - 2013 — Dmitrij Gubernijev: Veter biatlona (track 1) - 2014 — Terratomorf: Ja - legenda (track 2) - 2014 — Moralnyj kodeks: Zima (track 6) - 2014 — Epidemia: Sokrovišče Ènii (parte del mago Irdis, track 2, 3 e 13) - 2014 — Atom-76: Obratnyj otsčët (track 11) - 2015 — Vikont: Arijskaja Rus'. Parte 2 (parte di dio Perun, track 14) - 2015 — Forces United: IV (track 3) - 2015 — Vtoroe Dychanie: Poprobuj vspomnit' vremena (track 3 e 4) - 2016 — Èpitafija: Ostav' vsë kak est' (track 2) - 2017 — Terratomorf: Tvorec želanij (track 5) - 2018 —Gasnet Svet: In Tenebris (track 2) - 2018 — Èpitafija: Krik (track 5) | Ha partecipato ai singl dei seguenti cantanti - 2011 — Trust X: Pogasšee Solnce - 2011 — Slavaved: Rus' moja matuška - 2012 — Materia Prima: Dožd' - 2012 — Ivan Seliverstov: Svoboda - 2012 — Elion: Epilogue - 2013 — Chaos Rising: I Feel Fire - 2013 — Moral'nyj kodeks: Moskva novogodnjaja - 2013 — Johnny D: Sezon doždej - 2014 — Johnny D: Devočka so spičkami - 2015 — Pëtr Elfimov: Polukrovki - 2015 — Aristarh: Ty vsego odna - 2016 — Revival: Vne vremeni - 2016 — Rubines: Polosa - 2017 — Rejd: Korabl' - 2018 — Revival: Smert' za žizn' - 2018 — Dmitrij Guberniev: Na futbol - 2019 — Revival: Kogda nastupit rassvet - 2019 — MONOCAST: Granica sna - 2021 — Clap Your Hands: Ne zovi - 2023 — Dmitrij Belenov: Mobile Zombie Ha partecipato alle raccolte - 2001 — Ja vernus'... (tributo a Igor' Talkov, track 8) - 2002 — Tjažëlaja artillerija. Zalp 2 (track 2) - 2002 — Sergej Mavrin: Odinočestvo (solo brani dall'album Skitalets) - 2003 — Leggendi del rock russo — 7, CD 1: Aria (track 13) - 2003 — Aria: Missija (ha eseguito tutte le canzoni) - 2004 — Muzyka tvoich kryl'ev Vol. 1 (track 1, 8 e 11) - 2008 — Aria: Tutti i videoclip (4 videoclip) - 2011 — Aria: Golden Ballads/Золотые Баллады (track 5 e 12) - 2012 — Epidemia: Lučšie pesni (Novaja kollekcija) (track 2 e 9) - 2012 — Planeta Železjaka #2 (track 3) - 2012 — Mostri del rock USSR XX anni dopo (track 10 e 15) - 2013 — Čërnyj Obelisk: Moj mir (track 2-5) - 2013 — A Tribute To Aella V (track 1) - 2020 — Sektor Gaza. Tribjute (track 14) «Svjataja vojna» feat. Čërnyj Vtornik Album dal vivo - 2004 — Aria: Živoj ogon' - 2005 — Autograph: 25 anni dopo - 2007 — Aria: Pljaska ada - 2008 — Aria: Geroj asfalta XX anni - 2021 — Aria: XX anni (registrato nel 2005) - 2021 — Autograph: Vozvraščenie legendy - 2024 — Aria: Gost' iz carstva tenej. Nasledie (track 11, 17 e 20) | Ha partecipato ai singl dei seguenti cantanti - 2011 — Trust X: Pogasšee Solnce - 2011 — Slavaved: Rus' moja matuška - 2012 — Materia Prima: Dožd' - 2012 — Ivan Seliverstov: Svoboda - 2012 — Elion: Epilogue - 2013 — Chaos Rising: I Feel Fire - 2013 — Moral'nyj kodeks: Moskva novogodnjaja - 2013 — Johnny D: Sezon doždej - 2014 — Johnny D: Devočka so spičkami - 2015 — Pëtr Elfimov: Polukrovki - 2015 — Aristarh: Ty vsego odna - 2016 — Revival: Vne vremeni - 2016 — Rubines: Polosa - 2017 — Rejd: Korabl' - 2018 — Revival: Smert' za žizn' - 2018 — Dmitrij Guberniev: Na futbol - 2019 — Revival: Kogda nastupit rassvet - 2019 — MONOCAST: Granica sna - 2021 — Clap Your Hands: Ne zovi - 2023 — Dmitrij Belenov: Mobile Zombie Ha partecipato alle raccolte - 2001 — Ja vernus'... (tributo a Igor' Talkov, track 8) - 2002 — Tjažëlaja artillerija. Zalp 2 (track 2) - 2002 — Sergej Mavrin: Odinočestvo (solo brani dall'album Skitalets) - 2003 — Leggendi del rock russo — 7, CD 1: Aria (track 13) - 2003 — Aria: Missija (ha eseguito tutte le canzoni) - 2004 — Muzyka tvoich kryl'ev Vol. 1 (track 1, 8 e 11) - 2008 — Aria: Tutti i videoclip (4 videoclip) - 2011 — Aria: Golden Ballads/Золотые Баллады (track 5 e 12) - 2012 — Epidemia: Lučšie pesni (Novaja kollekcija) (track 2 e 9) - 2012 — Planeta Železjaka #2 (track 3) - 2012 — Mostri del rock USSR XX anni dopo (track 10 e 15) - 2013 — Čërnyj Obelisk: Moj mir (track 2-5) - 2013 — A Tribute To Aella V (track 1) - 2020 — Sektor Gaza. Tribjute (track 14) «Svjataja vojna» feat. Čërnyj Vtornik Album dal vivo - 2004 — Aria: Živoj ogon' - 2005 — Autograph: 25 anni dopo - 2007 — Aria: Pljaska ada - 2008 — Aria: Geroj asfalta XX anni - 2021 — Aria: XX anni (registrato nel 2005) - 2021 — Autograph: Vozvraščenie legendy - 2024 — Aria: Gost' iz carstva tenej. Nasledie (track 11, 17 e 20) |